# 草莓蛋糕
草莓蛋糕（英語：Strawberry cake）是一种以草莓为主要材料制成的蛋糕。可以使用新鮮或冷凍的草莓。

## 概述
草莓蛋糕可以在麵糊中加入草莓；在蛋糕上放草莓；或在夾層放入草莓或草莓餡；有些則是將草莓加入糖霜。有些則可能會使用草莓口味的明膠和麵糊混合，可以使蛋糕呈粉紅色。草莓蛋糕也可做成無麩質。有些是冷凍後在稍微凍結的狀態食用。里科塔奶酪有時用於麵糊中或是表面裝飾使用。
有時會在情人節時準備。在日本，聖誕節期間習慣吃草莓蛋糕。

### 菲律賓本格特省拉特立尼達的草莓節
2004年3月20日，世界上最大的草莓蛋糕在世界紀錄確認是由幾名麵包師製作共重21,213.40磅（9,622.24）的蛋糕，並由吉尼斯編制。
2015年3月，6,000片用新鮮草莓製成切片草莓蛋糕作為活動組成的一部分，並提供的其他食物包括草莓椰絲糯米糕和草莓酒；一些麵包店和餐館將草莓蛋糕作為加收票價的一部分。
這個蛋糕已經成為菲律宾拉特立尼達草莓節的一部份。

## 圖片集
- 做成蛇的造型的草莓蛋糕
- 慕斯質地的草莓奶酪蛋糕
- 草莓口味的瑞士捲
- 標準的日式草莓奶油海綿蛋糕
- 草莓口味的夾層蛋糕